# نقار خشب مرقط كبير

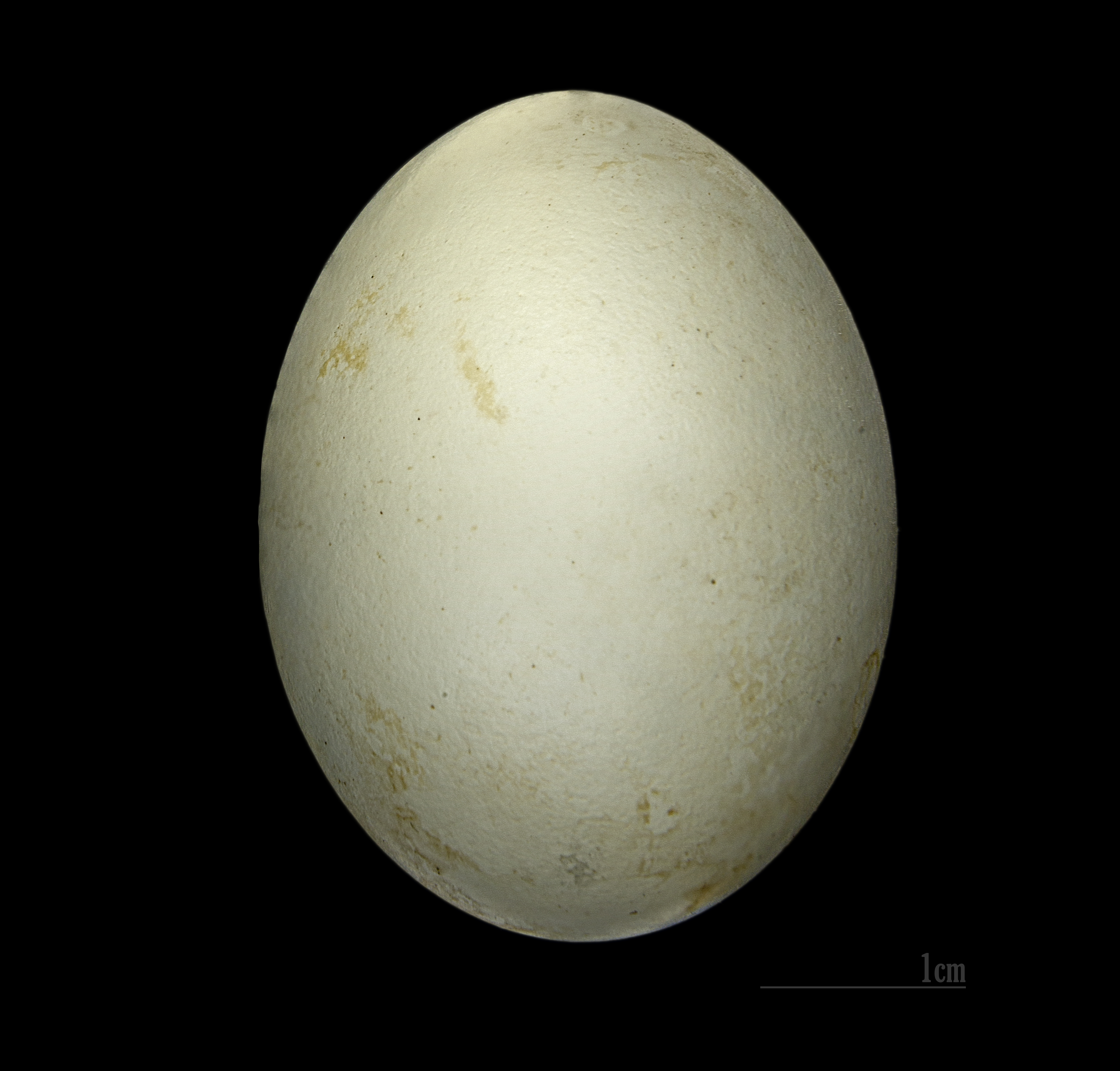
Dendrocopos major

طير العراقيب أو نقار خشب مرقط كبير (الاسم العلمي: Dendrocopos  major) (بالإنجليزية: Great  Spotted  Woodpecker)‏ هو طائر ينتمي إلى نقار الخشب (فصيلة: Picidae).